# 九龍巴士32線
- 關於1962年至1982年的九龍巴士32線，請見「九龍巴士32R線」。
- 關於1982年至1985年的九龍巴士32M線，請見「九龍巴士32M線 (第二代)」。
- 關於1988年至今的九龍巴士32M線，請見「九龍巴士32M線」。

九龍巴士32線是由九巴營運的一條香港巴士路線，來往石圍角及奧運站，途經象山邨、梨木樹、北葵涌（和宜合道）、華員邨、長沙灣、深水埗（荔枝角道）及旺角。

## 歷史
- 1981年9月7日：32M線投入服務，來往石圍角及旺角地鐵站，以配合石圍角邨落成。
- 1981年12月10日：往石圍角方向不再繞經大隴街。
- 1982年5月16日：由旺角地鐵站延長至大角咀碼頭，並更改路線編號為32線，以配合地下鐵路荃灣綫全線通車。
- 1982年7月20日：往大角咀方向駛至石圍角路後，改經象鼻山路西行、荃錦交匯處及象鼻山路東行。
- 1984年9月9日：增設由荔枝角醫院往石圍角之分段收費。
- 1988年4月9日：受城門隧道工程影響，象鼻山路和石圍角路須實施大規模改道及重建，總站遷往象鼻山路西行石圍角邨停車場外，直至1989年12月29日遷回原址。
- 1989年12月29日：因應5號幹線通車，象鼻山路不能通往和宜合道，來回程改經二陂圳路、三棟屋路及和宜合交匯處。
- 1990年4月24日：往大角咀方向繞經象山巴士總站。
- 1991年10月22日：往石圍角方向改經全段荔枝角道，不經界限街、海壇街、欽州街及醫局街。
- 1992年：此路線往石圍角方向於旺角多次改道，以配合上海街逐步改為單向南行：
  - 5月21日：介乎荔枝角道至旺角道改為單向南行，改經旺角道及彌敦道前往荔枝角道。
  - 9月25日：介乎旺角道至亞皆老街改為單向南行，改經新填地街前往旺角道。
- 1995年5月8日：大角咀總站遷往位於新填海區的臨時總站。
- 1995年10月5日：改經櫻桃街隧道及臨時總站外迴旋處出入總站，以配合大角咀填海區新路通車。
- 1998年7月19日：大角咀總站遷往同月10日啟用的奧運站公共運輸交匯處。
- 1999年5月18日：往石圍角方向改經大南西街、長義街、長荔街及長沙灣道前往青山道，不再繞經美孚地鐵站。
- 1999年8月25日：往奧運站方向繞經石籬（大隴街）巴士總站。
- 2000年7月9日：往石圍角方向繞經象山巴士總站。
- 2001年12月23日：往石圍角方向繞經櫸樹街、晏架街、槐樹街及福全街前往旺角道，代替直行櫻桃街、亞皆老街及新填地街[2]。
- 2000年代初期：往奧運站方向不再停靠荔枝角道「深水埗運動場」站。
- 2004年10月2日：增派空調巴士行走[3]。
- 2005年10月30日：往奧運站方向增設櫻桃街「帝柏海灣」巴士站。
- 2007年12月2日：配合兩鐵合併，九巴改稱奧運站為奧運鐵路站。
- 2008年6月2日：往石圍角方向駛至長義街後，改經長茂街、長順街及大南西街返回長沙灣道，不經長荔街，以配合港鐵「荔枝角站長荔街行人隧道及新出入口工程」[4][5]。直至2010年10月26日，有關行人隧道正式啟用，往石圍角方向駛至大南西街後，直接左轉往長沙灣道。
- 2010年10月25日：受廣深港高速鐵路香港段城門通風樓興建工程影響，象山巴士總站當日上午十時起永久封閉，往石圍角方向原設於該總站內的「象山邨東路」中途站，移至對面行車綫的「象山邨秀山樓」巴士站[6]。
- 2011年8月1日：提升為全空調服務[7]。
- 2015年12月31日：增設到站時間預報。
- 2018年12月1日：往石圍角方向於晏架街後改為直駛旺角道，不經槐樹街及福全街[8]。
- 2020年11月23日：往奧運站方向增設荔枝角道「麗翠苑」站[9][10]。

## 服務時間及班次
| 石圍角開             | 石圍角開    | 石圍角開     | 奧運站開   | 奧運站開    | 奧運站開     |
| 日期                 | 服務時間    | 班次（分鐘） | 服務日期   | 服務時間    | 班次（分鐘） |
| -------------------- | ----------- | ------------ | ---------- | ----------- | ------------ |
| 星期一至五           | 05:50-06:40 | 25           | 星期一至五 | 06:15-07:15 | 20           |
| 星期一至五           | 06:40-08:40 | 20           | 星期一至五 | 07:15-16:50 | 25           |
| 星期一至五           | 08:40-18:15 | 25           | 星期一至五 | 16:50-18:10 | 20           |
| 星期一至五           | 18:15-21:00 | 27/28        | 星期一至五 | 18:10-00:00 | 25           |
| 星期一至五           | 21:00-22:40 | 25           | 星期一至五 | 00:20       | 00:20        |
| 星期一至五           | 22:40-23:40 | 30           |            |             |              |
| 星期六、日及公眾假期 | 05:50-21:40 | 25           | 星期六     | 06:15       | 06:15        |
| 星期六、日及公眾假期 | 21:40-23:40 | 30           | 星期六     | 06:35-22:50 | 25           |
|                      |             |              | 星期六     | 22:50-00:20 | 30           |
| 星期日及公眾假期     | 06:15-06:55 | 20           |            |             |              |
| 星期日及公眾假期     | 06:55-22:20 | 25           |            |             |              |
| 星期日及公眾假期     | 22:20-00:20 | 30           |            |             |              |

## 收費
全程：$7.8
- 蝴蝶谷新村往奧運站：$7.2
- 弼街往奧運站：$5.8
- 饒宗頤文化館往石圍角：$6.5

| - 本線設有12歲以下小童及65歲或以上長者半價優惠。 - 65歲或以上香港居民使用「樂悠咭」，以及12歲以下合資格殘疾兒童使用「殘疾人士身份」個人八達通繳付車資，均可享有每程$2.0或半價（以較低者為準）的票價優惠；12至64歲合資格殘疾人士使用「殘疾人士身份」個人八達通（包括「樂悠咭」），以及60至64歲香港居民使用「樂悠咭」繳付車資，均可享有每程$2.0或全費（以較低者為準）的票價優惠。 - 65歲或以上長者如使用長者或一般個人八達通繳付車資，則只可享有半價優惠；12至64歲合資格殘疾人士如不使用「殘疾人士身份」個人八達通，以及60至64歲人士如不使用「樂悠咭」繳付車資，必須繳付全費。 - 乘客可以現金或八達通於上車時付款，不設找續。 - 每位成人乘客可免費攜帶最多兩名4歲以下而不佔座位的兒童乘客乘車，超額之4歲以下小童必須繳付小童車費乘車。 - 持有「九巴月票」之乘客在車票有效期內，每日可享最多10程任何九龍巴士及龍運巴士路線（包括本路線，以及聯營路線的九龍巴士／龍運巴士提供的班次；惟乘搭機場「A」及「NA」線則可享原價二七折優惠（不會計算每天10次合資格車程））；而B1線則每日可享最多各2程（不會計算每天10次合資格車程）。 - 九龍巴士、城巴、龍運巴士及陽光巴士全職員工及家屬（不包括外判職員）可免費乘搭本路線，惟必須拍職員或職員家屬八達通。 - 乘客亦可透過多元化電子支付系統（e度嘟）繳付車資，包括使用非接觸式VISA卡、JCB卡、萬事達卡、銀聯卡、美國運通、大來國際、Discover Card、Apple Pay、Google Pay、Samsung Pay、AlipayHK「易乘碼」、支付寶、WeChatHK／微信支付「搭車碼」、銀聯雲閃付「乘車碼」及BOC Pay「乘車碼」。乘客使用此付款方式，使用此支付方式的乘客可享有中途下車之分段收費，以及與其他九巴／龍運獨營路線或聯營線九巴／龍運班次之轉乘優惠，惟不適用於與非九巴／龍運路線之轉乘優惠，亦不能享有「公共交通費用補貼計劃」及「長者及合資格殘疾人士公共交通票價優惠計劃」。 |

## 使用車輛
於八十年代初開線時以「雞車」利蘭勝利二型行走，期間並出現裝上「都普」車身的「黑金剛」丹尼士喝采型作支援，退役後換入利蘭奧林比安巴士11米非空調巴士（S3BL）或都城嘉慕11米行走（S3M）雙層非空調巴士為主帥。
本線現時使用1輛亞歷山大丹尼士Enviro 500 12米（ATEE）及4輛Enviro500 MMC 12米（ATENU) 及2輛 富豪B9TL 12米 (AVBWU)
| 車隊編號 | 車牌   |
| -------- | ------ |
| ATEE4    | RE1317 |
| AVBWU64  | PV2741 |
| AVBWU277 | RJ8028 |
| ATENU70  | SE6593 |
| ATENU111 | RE1411 |
| ATENU205 | SK5826 |
| ATENU362 | TB9176 |

## 行車路線

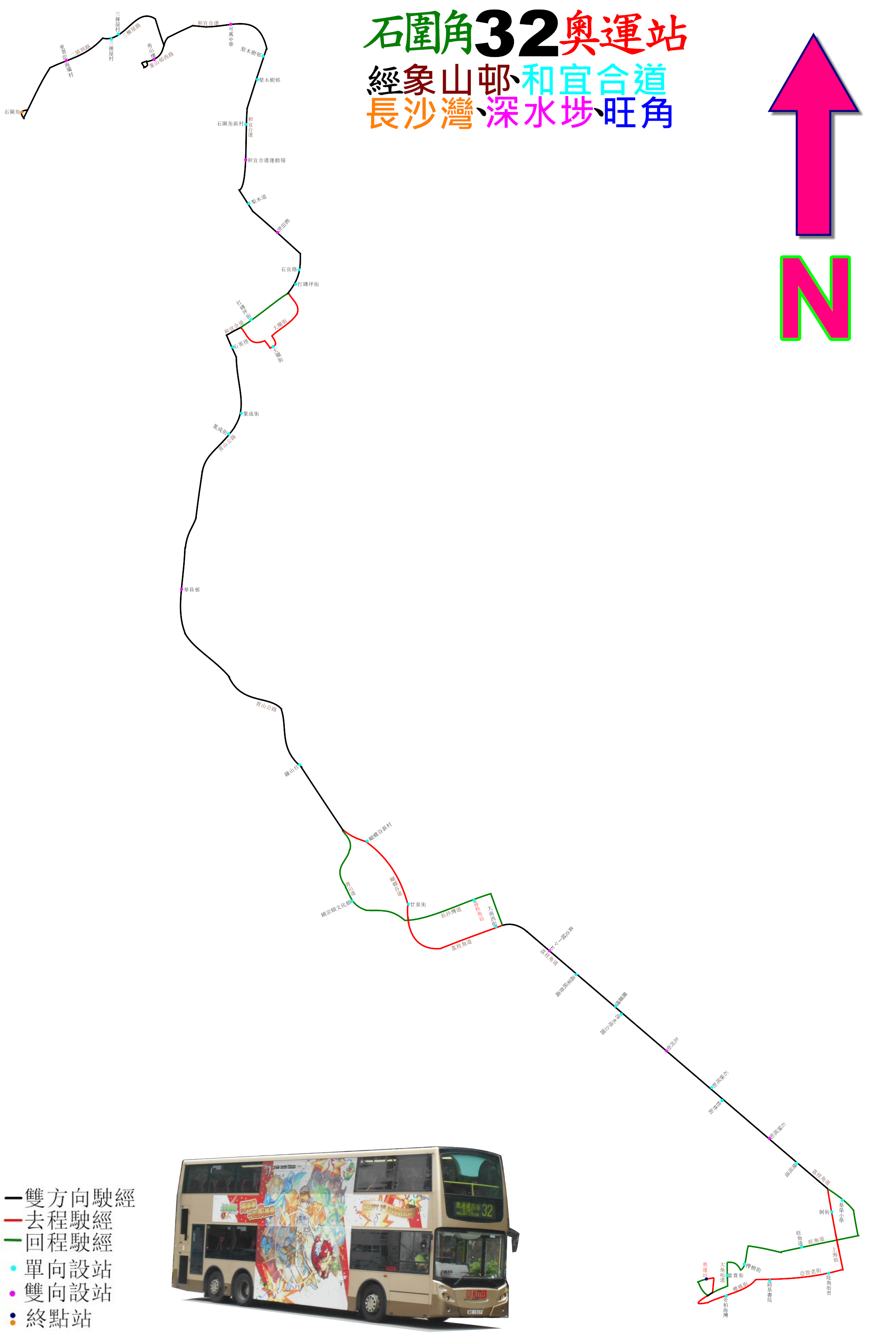
32線的走線圖

石圍角開經：石圍角路、二陂圳路、三棟屋路、和宜合交匯處、象山邨西路、掉頭支路、象山邨西路、和宜合交匯處、和宜合道、大隴街、石籬（大隴街）巴士總站、大隴街、和宜合道、青山公路－葵涌段、蝴蝶谷道、荔枝角道、上海街、亞皆老街、櫻桃街及海景街。
奧運站開經：深旺道、櫻桃街、大角咀道、櫸樹街、晏架街、旺角道、彌敦道、荔枝角道、大南西街、長沙灣道、天橋、青山道、青山公路－葵涌段、和宜合道、和宜合交匯處、象山邨西路、掉頭支路、象山邨西路、和宜合交匯處、三棟屋路、二陂圳路及石圍角路。
具體停站請參考資訊框

## 客量
由於長沙灣的工商業區、食肆等主要地點或設施大多集中在長沙灣道沿線及以北一帶，與一眾行經長沙灣道或青山道／元州街的路線相比，需途經全段荔枝角道的本線站位甚為不便。其次，與大多數同由奧運站／維港灣／柏景灣開出前往新界的路線（如33A、37線等）直駛櫻桃街不同，本線回程需繞經一段大角咀內街（櫸樹街、晏架街），受到其一帶之塞車影響，經常導致抵達旺角時的班次相當不穩定，甚至出現脫班問題，情況又以下午繁忙時間為甚。再加上本線班次並不頻密，沿線除了石圍角及象山邨外的其他服務區域有31B、35A、36A、36B線等多條較頻密或離目的地步程較近的路線競爭，故非繁忙時間客量只屬一般。
根據2014-2015年度巴士路線發展計劃，此路線最繁忙一小時載客率為74%，非繁忙時段的一小時最高載客率則為30%。

## 昔日的九龍巴士32線
第一代32線於1962年6月16日投入服務，來往荃灣碼頭及城門水塘，直至1982年5月2日被32R線及專線小巴82線取代。

### 引用
1. 1 2  . 九龍巴士（一九三三）有限公司.   [2024-02-22]. （原始内容存档于2023-12-26） （中文（香港））.
2. ↑  . 巴士狂熱. 2001-12  [2023-04-22]. （原始内容存档于2023-04-21） （中文（香港））.
3. ↑  . 九巴. 2004-09-30  [2023-04-22]. （原始内容存档于2007-04-29） （中文（香港））.
4. ↑  . 運輸署. 2008-06-02  [2023-04-22]. （原始内容存档于2008-08-31） （中文（香港））.
5. ↑  . 運輸署. 2008-08-31  [2023-04-22]. （原始内容存档于2008-09-08） （中文（香港））.
6. ↑  . 運輸署. 2010-10-20  [2023-04-22]. （原始内容存档于2023-04-21） （中文（香港））.
7. ↑  . 九巴. 2011-07-29  [2023-04-22]. （原始内容存档于2020-05-18） （中文（香港））.
8. ↑   (PDF). 九巴. 2018-11-27  [2023-04-22]. （原始内容存档 (PDF)于2023-01-20） （中文（香港））.
9. ↑  . 運輸署. 2020-11-24  [2023-04-22]. （原始内容存档于2023-04-21） （中文（香港））.
10. ↑   (PDF). 九巴. 2020-11-16  [2020-11-24]. （原始内容存档 (PDF)于2020-11-17） （中文（香港））.

### 來源
- 容偉釗. . 香港: BSI (香港). 2002年  [2019-03-02]. ISBN 962-8414-62-3. （原始内容存档于2016-03-26）. （页面存档备份，存于）

## 外部連結
九巴
- 九龍巴士32線 （页面存档备份，存于）

其他
- 九龍巴士32線－i-busnet.com （页面存档备份，存于）
- 九龍巴士32線－681巴士總站（页面存档备份，存于）